# Modelo de red
El modelo de red es un modelo de base de datos concebido como un modo flexible de representar objetos y su relación.

Ejemplo de un Modelo de red.

El inventor original del modelo de red fue Charles Bachman, y con ello fue desarrollado en una especificación estándar publicada en 1969 por la Conferencia de Lenguajes en Sistemas de Datos (CODASYL).

## Descripción
El argumento principal a favor del modelo de red, en comparación con el modelo jerárquico, era que permitió un modelado más natural de relaciones entre entidades. Aunque el modelo extensamente fuera puesto en práctica y usado, esto falló en hacerse dominante por dos motivos principales. En primer lugar, la IBM decidió atenerse al modelo jerárquico con extensiones de semired en sus productos establecidos como IMS Y DL/I. En segundo lugar, eventualmente fue desplazado por el modelo relacional, que ofreció un nivel más alto, la interfaz más declarativo. Hasta principios de los años 1980 las ventajas de las interfaces de bajo nivel de navegación ofrecidos por jerárquico y bases de datos de red eran persuasivas para muchos usos en gran escala, pero como el hardware se hizo más rápido, la productividad suplementaria y la flexibilidad del modelo relacional condujo a la caída en desuso gradual del modelo de red en el uso corporativo de la empresa.

## Historia
En 1969, la Conferencia de Lenguajes en Sistemas de Datos (CODASYL) estableció la primera especificación del modelo de base de datos de red. Esto fue seguido de una segunda publicación en 1971, que se hizo la base para la mayor parte de puestas en práctica. El trabajo subsecuente continuado en principios de los años 1980, que culminan en una especificación de ISO, pero esto tenía poca influencia sobre estos productos.